# Nanto (Toyama)
Nanto (jap. 南砺市 Nanto-shi) ist eine Stadt in der Präfektur Toyama in Japan.

## Geographie
Nanto liegt südwestlich von Toyama und südlich von Takaoka.

## Geschichte
Die Stadt Nanto entstand am 1. November 2004 aus dem Zusammenschluss der Machi Fukuno (福野町, -machi), Inami (井波町, -machi) und Jōhana (城端町, -machi), der Mura Inokuchi (井口村, -mura), Kamitaira (上平村, -mura), Taira (平村, -mura) und Toga (利賀村, -mura) im Higashitonami-gun (東礪波郡), der daraufhin aufgelöst wurde, sowie dem Machi Fukumitsu (福光町, -machi) im Nishitonami-gun (西礪波郡).

## Sehenswürdigkeiten

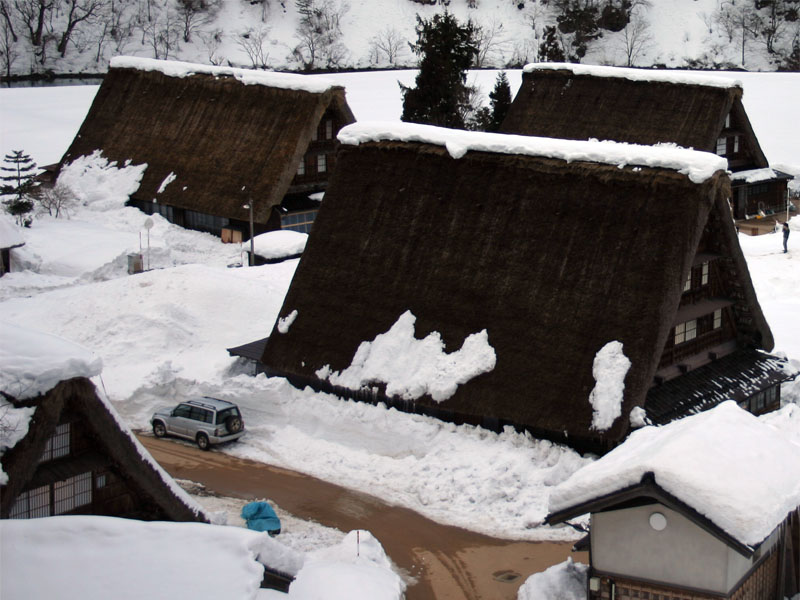
Gokayama

In Nanto befindet sich die Region Gokayama (五箇山), die sich über die früheren Dörfer Kamitaira, Taira und Toga erstreckte. Gokayama ist zum einen bekannt für die von der UNESCO als Weltkulturerbe „Historische Dörfer von Shirakawa-gō und Gokayama“ anerkannten Dörfer Suganuma in Kamitaira und Ainokura in Taira und zum anderen für die Kokiriko-Melodie (こきりこ節, Kokiriko-bushi). Diese Melodie gilt als ältestes Volkslied Japans und verwendet ein Instrument namens Sasara (auch: Binsasara und Kokiriko-Sasara), das aus 108 aufgereihten Holzplättchen besteht.
Weitere Sehenswürdigkeiten sind der Shintō-Schrein Takase-jinja und der buddhistische Tempel Zuisen-ji.

## Verkehr
- Straße:
  - Tōkai-Hokuriku-Autobahn
  - Nationalstraßen 156, 304, 359, 471
- Zug:
  - JR Jōhana-Linie

## Söhne und Töchter der Stadt
- Matsumura Kenō (1883–1971), Politiker
- Tamisuke Watanuki (* 1927), Politiker
- Haruki Yamashita (* 1999), Skilangläufer

## Angrenzende Städte und Gemeinden

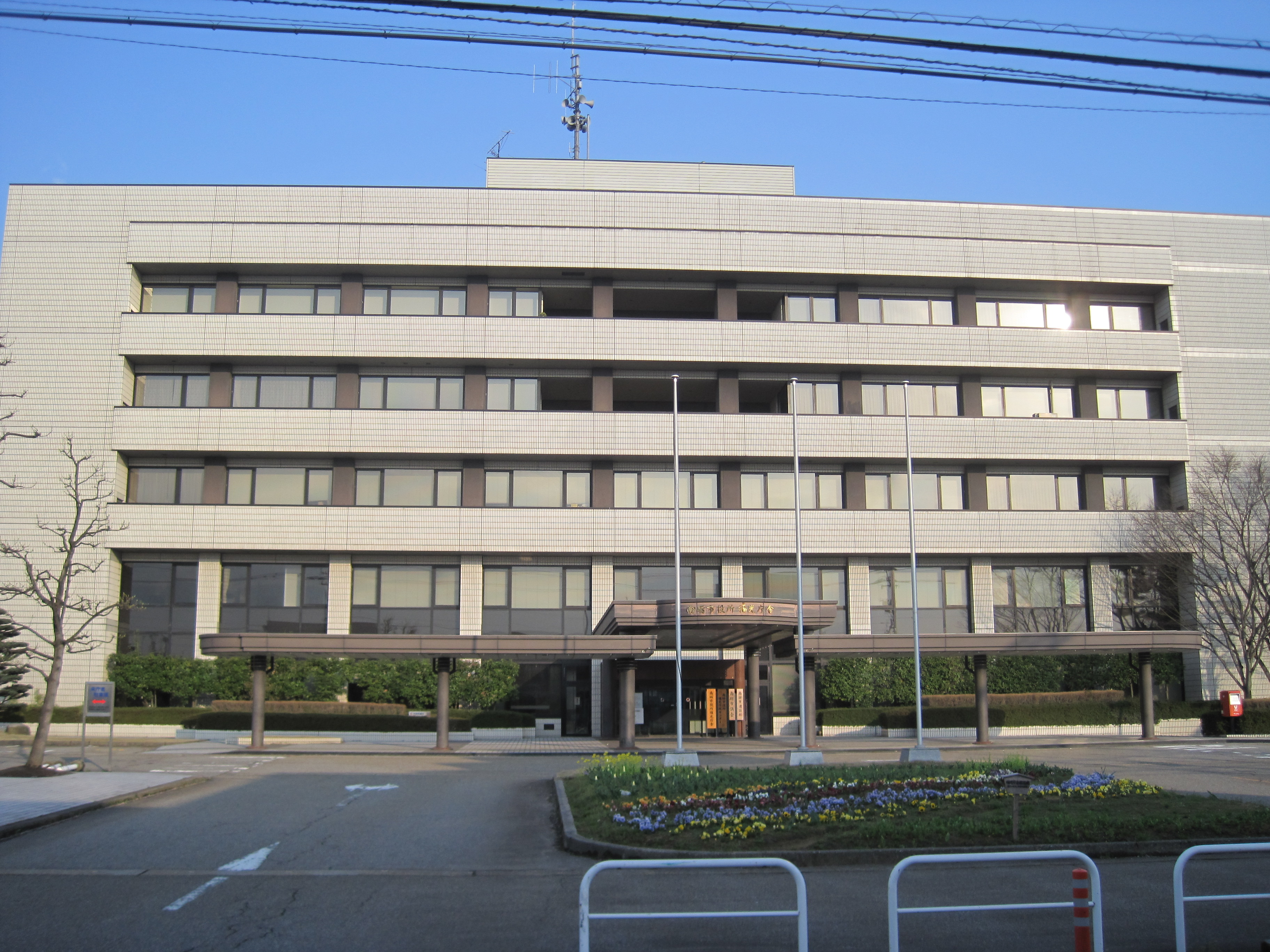
Rathaus

- Präfektur Toyama
  - Oyabe
  - Tonami
  - Toyama
- Präfektur Fukui
  - Kanazawa
  - Hakusan
- Präfektur Gifu
  - Hida
  - Shirakawa